# Streblosoma chilensis
Streblosoma chilensis är en ringmaskart som först beskrevs av McIntosh 1885.  Streblosoma chilensis ingår i släktet Streblosoma och familjen Terebellidae. Inga underarter finns listade i Catalogue of Life.